# Scopoides gyirongensis
Scopoides gyirongensis är en spindelart som beskrevs av Hu 200. Scopoides gyirongensis ingår i släktet Scopoides och familjen plattbuksspindlar. Inga underarter finns listade i Catalogue of Life.